# Iolau

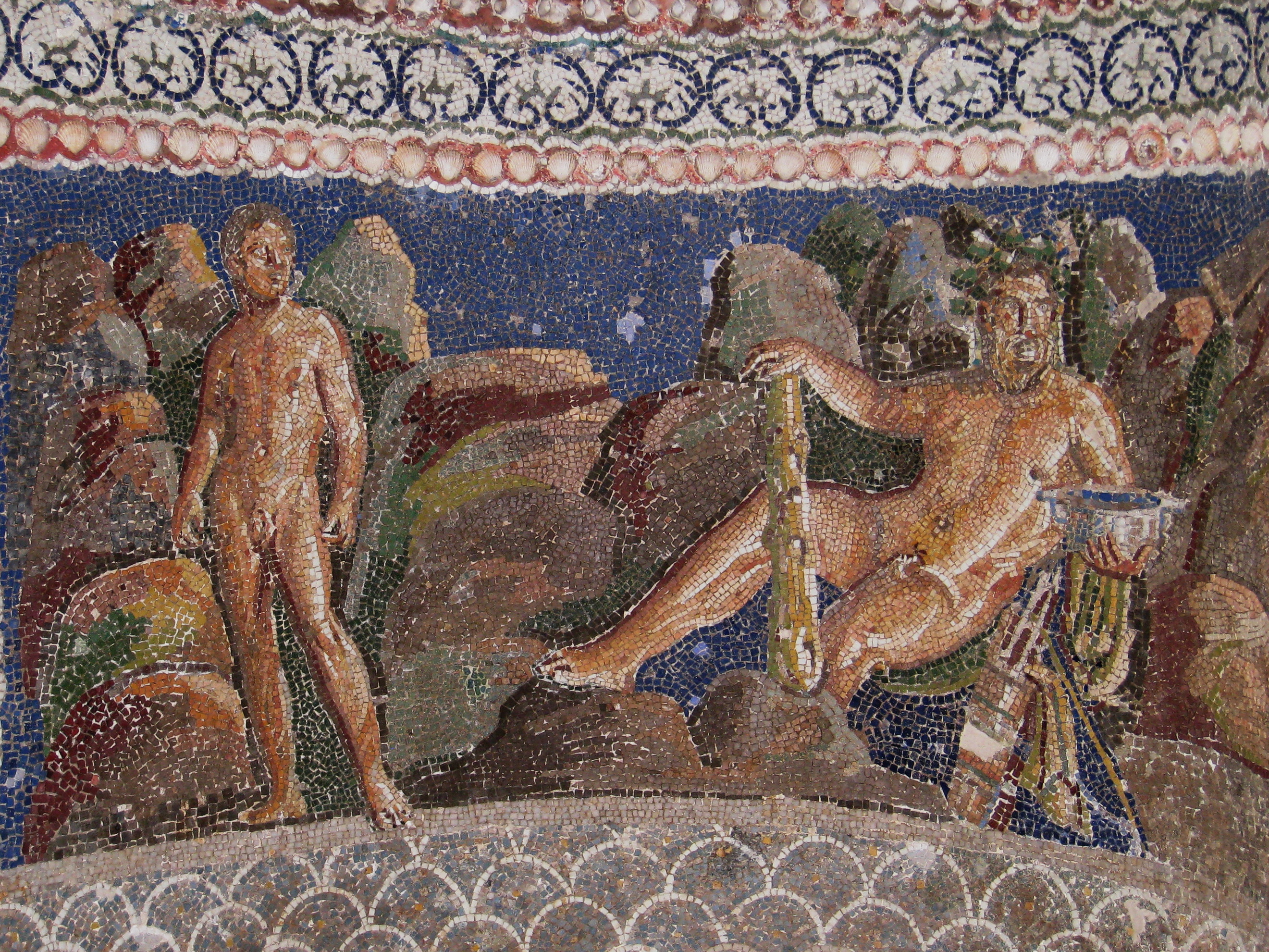
Hércules e seu sobrinho, ajudante e erómeno Iolau. Mosaico do século I a.C. do Ninfeu de Anzio, Roma

Na mitologia grega, Iolau (em grego: Ιόλαος, transl. Iólaos) era um herói divino tebano, filho de Íficles – e assim um sobrinho de Hércules – e de Automedusa. Ele frequentemente agia como condutor de bigas e companheiro de Hércules, e foi tido também como eromenos (amante, na passagem de jovem adulto para homem).
Plutarco reporta que antes dele casais de homens homossexuais iriam à tumba de Iolau para jurar lealdade ao herói e a cada outro. Este mito de iniciação é de origem antiga. A tumba de Iolau também é mencionada por Píndaro. O ginásio tebano foi também nomeado após ele, e a Ioleia, um festival atlético consistindo de eventos ginásticos e equestres, era cumprido anualmente em Tebas em sua honra.

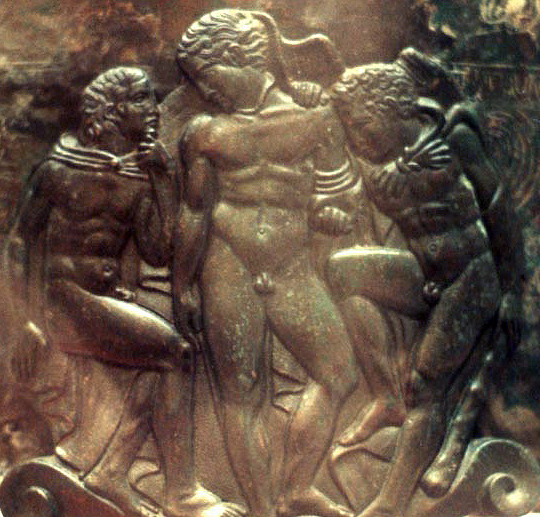
Hércules e Iolau, com Eros entre eles. Vaso de ritual etrusco do século IV a.C.

Quando Hércules estava parando a hidra em seu segundo trabalho, Iolau cauterizou cada pescoço, e levou a hidra a ser morta. Hércules casou sua ex-esposa Mégara com Iolau. Tiveram uma filha, Leipefilene. Com a morte de Hércules, Iolau acendeu a tocha do funeral.
Iolau liderou uma colônia grega para a Sardenha, composta por vários dos filhos téspios de Héracles.
Árvore genealógica baseada em Pseudo-Apolodoro:
| Anfitrião | Anfitrião | Anfitrião | Anfitrião | Anfitrião | Anfitrião |         |         |         |         |         |         | Alcmena | Alcmena | Alcmena | Alcmena | Alcmena | Alcmena |  |  |  |  | Alcatos    | Alcatos    | Alcatos    | Alcatos    | Alcatos    | Alcatos    |  |  |  |  |  |  |  |  |  |  |  |  |  |  |  |  |  |  |
| Anfitrião | Anfitrião | Anfitrião | Anfitrião | Anfitrião | Anfitrião |         |         |         |         |         |         | Alcmena | Alcmena | Alcmena | Alcmena | Alcmena | Alcmena |  |  |  |  | Alcatos    | Alcatos    | Alcatos    | Alcatos    | Alcatos    | Alcatos    |  |  |  |  |  |  |  |  |  |  |  |  |  |  |  |  |  |  |
|           |           |           |           |           |           |         |         |         |         |         |         |         |         |         |         |         |         |  |  |  |  |            |            |            |            |            |            |  |  |  |  |  |  |  |  |  |  |  |  |  |  |  |  |  |  |
|           |           |           |           |           |           | Íficles | Íficles | Íficles | Íficles | Íficles | Íficles |         |         |         |         |         |         |  |  |  |  | Automedusa | Automedusa | Automedusa | Automedusa | Automedusa | Automedusa |  |  |  |  |  |  |  |  |  |  |  |  |  |  |  |  |  |  |
|           |           |           |           |           |           | Íficles | Íficles | Íficles | Íficles | Íficles | Íficles |         |         |         |         |         |         |  |  |  |  | Automedusa | Automedusa | Automedusa | Automedusa | Automedusa | Automedusa |  |  |  |  |  |  |  |  |  |  |  |  |  |  |  |  |  |  |
|           |           |           |           |           |           |         |         |         |         |         |         |         |         |         |         |         |         |  |  |  |  |            |            |            |            |            |            |  |  |  |  |  |  |  |  |  |  |  |  |  |  |  |  |  |  |
|           |           |           |           |           |           |         |         |         |         |         |         |         |         | Iolau   |         |         |         |  |  |  |  |            |            |            |            |            |            |  |  |  |  |  |  |  |  |  |  |  |  |  |  |  |  |  |  |

## Na ficção
- Iolaus - personagem da série de TV Hercules: The Legendary Journeys, interpretado por Michael Hurst